# Кревцовская
Кревцовская — деревня в Шенкурском районе Архангельской области. Входит в состав муниципального образования «Ровдинское».

## География
Деревня расположена в южной части Архангельской области, в таёжной зоне, в пределах северной части Русской равнины, в 58 километрах на юго-запад от города Шенкурска, на правом берегу реки Пуя, притока Ваги. Ближайшие населённые пункты: на севере деревня Макаровская, на юго-западе деревня Ерёминская, на юге село Ровдино, являющееся административным центром муниципального образования.
Часовой пояс
Кревцовская, как и вся Архангельская область, находится в часовой зоне МСК (московское время). Смещение применяемого времени относительно UTC составляет +3:00.

## Население
| 2002 | 2010 | 2012 |
| ---- | ---- | ---- |
| 11   | ↘5   | ↘4   |

## История
В «Списке населенных мест Архангельской губернии к 1905 году» деревня Кривцовская насчитывает 12 дворов, 46 мужчин и 47 женщин.  В административном отношении деревня входила в состав Ровдинского сельского общества Ровдинской волости.
На 1 мая 1922 года в поселении 16 дворов, 35 мужчин и 52 женщины.